# 荒木健太 (水球選手)
荒木 健太（あらき けんた、1995年4月6日 - ）は、日本の水球選手。2020年夏季オリンピックに出場した。
クラブレベルでは、2018年にオーストラリアのUWAトルピードーズでプレーした。